# Zegastmühle
Zegastmühle ist ein Gemeindeteil des Marktes Marktleugast im Landkreis Kulmbach (Oberfranken, Bayern). Zegastmühle liegt in der Gemarkung Hohenberg.

## Geografie
Die Einöde liegt am Großen Rehbach, der kurz oberhalb der Zegastmühle als Grenzbächlein die Grenze zwischen dem Landkreis Hof und dem Landkreis Kulmbach überschreitet. Die über die Grafengehaiger Gemeindeteile Rappetenreuth und Zegast von der Landkreisgrenze herführende Kreisstraße KU 26 führt direkt westlich am Ort vorbei und verläuft danach weiter nach Hohenberg.

## Geschichte
Gegen Ende des 18. Jahrhunderts bestand Zegastmühle aus einem Anwesen. Das Hochgericht übte das bambergische Centamt Marktschorgast aus. Das bambergische Kastenamt Stadtsteinach war Grundherr der Mahlmühle.
Mit dem Gemeindeedikt wurde Zegastmühle dem 1811 gebildeten Steuerdistrikt Marktleugast und der im selben Jahr gebildeten Ruralgemeinde Marktleugast zugewiesen. Am 28. Januar 1845 erfolgte die Überweisung an die neu gebildete Gemeinde Hohenberg. Im Zuge der Gebietsreform in Bayern wurde Zegastmühle am 1. Mai 1978 nach Marktleugast eingegliedert.

### Einwohnerentwicklung
| Jahr      | 001818 | 001819 | 001861 | 001871 | 001885 | 001900 | 001925 | 001950 | 001961 | 001970 | 001987 |
| Einwohner |        | *      | 7      | 9      | 8      | 7      | 6      | 2      | 5      | 3      | 1      |
| Häuser    | 1      |        |        |        | 1      | 1      | 1      | 1      | 1      |        | 1      |
| Quelle    | [ 7 ]  | [ 10 ] | [ 11 ] | [ 12 ] | [ 13 ] | [ 14 ] | [ 15 ] | [ 16 ] | [ 17 ] | [ 18 ] | [ 1 ]  |

## Religion
Zegastmühle ist katholisch geprägt und gehört bis heute zur Kirchengemeinde St. Bartholomäus und Martin (Marktleugast), die eine Filiale von Marienweiher ist.